# Kvarnsjön (Saltvik, Åland)
Kvarnsjön eller Kvarnsjö är en sjö i Saltviks kommun i Åland (Finland). Den ligger i den nordöstra delen av landskapet, 28 km norr om huvudstaden Mariehamn. Kvarnsjön ligger 33 meter över havet. Den ligger på ön Fasta Åland. Arean är 12,8 hektar och strandlinjen är 1,96 kilometer lång. Sjön  ingår i Norra Skärgårdshavets avrinningsområde. 